# 김윤섭
김윤섭(1948년 7월 20일 ~ )은 대한민국의 기업인이자 2014년 현재 유한양행 대표이사이다.

## 생애
중앙대학교를 졸업하고 1976년 유한양행에 입사한다.

## 참조
1. ↑  1조매출 눈앞 유한양행, 김윤섭 리더십 주목 《아시아경제》, 2014년 11월 3일